# Joel Fitzgibbon
Joel Fitzgibbon (ur. 16 stycznia 1962 w Bellingen) – australijski polityk, członek Australijskiej Partii Pracy (ALP), w latach 2007-09 minister obrony Australii, zaś od lipca do września 2013 minister rolnictwa, rybołówstwa i leśnictwa. 

## Życiorys
Przed rozpoczęciem kariery politycznej, Fitzgibbon wykonywał wiele zawodów: był elektromechanikiem, pracownikiem komisji wyborczej, nauczycielem przedmiotów zawodowych, a także właścicielem własnej firmy. W latach 1987–1995 zasiadał w radzie miasta Cessnock. W 1996 został wybrany do Izby Reprezentantów, przejmując mandat po swoim ojcu Ericu, który reprezentował ten sam okręg wyborczy przez 12 poprzednich lat. Od 1998 pełnił różne funkcje w labourzystowskich gabinetach cieni. Od grudnia 2006 był tam ministrem obrony. 
Po zwycięstwie ALP w wyborach w 2007 roku, przejął rzeczywiste kierowanie resortem. Na początku czerwca 2009 roku podał się do dymisji, jako pierwszy członek gabinetu Rudda od czasu jego powstania. Powodem rezygnacji ministra było nie wykazanie przez niego w specjalnym oświadczeniu - które muszą składać członkowie australijskiego rządu - dwóch wyjazdów do Chin, za które zapłaciły prywatne firmy. Jeden z nich została sfinansowany przez przedsiębiorstwo kierowane przez brata ministra, które równocześnie z jego zasiadaniem w gabinecie prowadziło interesy z rządem. Jak przyznał sam Fitzgibbon w swoim oświadczeniu o dymisji, rodziło to konflikt interesów. 
W lipcu 2013 powrócił do gabinetu federalnego jako minister rolnictwa, rybołówstwa i leśnictwa. Zajmował ten urząd jedynie przez dwa i pół miesiąca, do połowy września 2013, kiedy to ALP przeszła do opozycji z powodu przegranych wyborów.